# درین‌دره (پوسوف)
درین‌دره (به ترکی استانبولی: Derindere) یک منطقهٔ مسکونی در ترکیه است که در پوسوف واقع شده‌است.